# 龜垣一
龜垣一（日语：／ Kamegaki Hajime，1957年8月21日—），日本男性動畫師、機械設計師、動畫演出家、動畫導演。

## 來歷
龜垣一畢業於東京設計師學院動畫科（現東京網路傳輸學校）畢業。他以《無敵超人贊波3》作為動畫師出道後，曾在Z工作室、Z5工作室工作，參加許多動畫的演出工作，至今仍活躍在第一線，從業時間長達20多年。他經常與同樣演出出身的鍋島修一起工作，並經常負責分鏡、演出的工作。
他也本橋秀之以共同筆名進行創作。
代表作有《夢幻遊戲》、《音速小子X》、《史上最強弟子兼一》等。此外，由於他曾參與《魯邦三世》和《名偵探柯南》，因此被選為《魯邦三世VS名偵探柯南》的導演。

## 參加作品

### 執導作品
1991年
- 內衣教父
- 百戰小奇兵（—1992年）

1995年
- 夢幻遊戲（—1996年）

1996年
- 奧運高手（—1997年）

1997年
- 鋼鐵神兵NEO

1999年
- 純愛手札
- High school aura buster（日语：ハイスクール・オーラバスター）

2000年
- 夢幻天女

2001年
- 卒業M（日语：卒業M）
- PROJECT ARMS -the 2nd chapter-（—2002年）

2003年
- 音速小子X（—2004年）

2004年
- 梓會幫你的！（日语：アズサ、お手伝いします!）

2005年
- 認真地不認真的怪傑佐羅力（—2006年）

2006年
- 史上最強弟子兼一[1][2]（—2007年）
- 認真地不認真的怪傑佐羅力：神秘寶藏大作戰
- 魯邦三世：七日狂想曲（日语：ルパン三世 セブンデイズ・ラプソディ）
- 飛輪少年[3]

2007年
- 劇場版 火影忍者疾風傳

2008年
- 劇場版 火影忍者疾風傳：牽絆

2009年
- 魯邦三世VS名偵探柯南
- 天國少女[4]

2012年
- 魯邦三世：東方見聞錄 ～Another Page～（日语：ルパン三世 東方見聞録 〜アナザーページ〜）

2013年
- 魯邦三世VS名偵探柯南 THE MOVIE

2014年
- 即使如此世界依然美麗

2016年
- 龍族拼圖X（—2018年）

2017年
- 佐賀縣巡禮動畫「歡迎回來 故鄉的唐津」

2018年
- 龍族拼圖（2018年—）

### 電視動畫
1977年
- 無敵超人贊波3（—1978年，動畫）

1978年
- 金銀島（—1979年，動畫）
- 無敵鋼人泰坦3（—1979年，原畫）
- 宇宙戰艦大和號2（—1979年，原畫）

1979年
- 小鯨魚（日语：くじらのホセフィーナ）（原畫）
- 機動戰士鋼彈（—1980年，原畫）

1980年
- 大白鯨（機械修正）
- 海中雪傳說（日语：マリンスノーの伝説）（原畫）
- 太陽的使者 鐵人28號（—1981年，機械修正）
- 宇宙戰士巴魯迪奧斯（—1981年，機械設定、原畫）

1981年
- 戰國魔神豪將軍（機械設定）
- 六神合體馬爾斯（—1982年，機械設定）

1984年
- 魯邦三世 PARTIII（日语：ルパン三世 PARTIII）（—1985年，分鏡、演出、作畫監督）

1990年
- 魯邦三世：海明威手稿之謎（日语：ルパン三世 ヘミングウェイ・ペーパーの謎）（原畫）

1991年
- 魯邦三世：拿破崙辭典爭奪戰（日语：ルパン三世 ナポレオンの辞書を奪え）（原畫）

1992年
- 超電動機器人 鐵人28號FX（—1993年，分鏡、演出、機械作畫監督）

1993年
- 魯邦三世：魯邦暗殺指令（日语：ルパン三世 ルパン暗殺指令）（機械設定、原畫）

1994年
- 幸運超人（—1995年，分鏡、演出）
- 魔法騎士雷阿斯（—1995年，分鏡、演出）

1995年
- 鬼神童子ZENKI（分鏡、演出）

1996年
- 爆走兄弟Let's & Go!!（分鏡）
- 名偵探柯南（1996年—，分鏡、演出、構成、原畫）

1997年
- 吸血姬美夕（—1998年，分鏡）

1999年
- 南海奇皇（日语：南海奇皇）（分鏡、演出）

2000年
- 哈姆太郎（—2004年，分鏡）

2001年
- 人造人009 THE CYBORG SOLDIER（—2002年，演出）

2002年
- 魯莽天使（分鏡）

2003年
- 奇鋼仙女樓蘭（日语：奇鋼仙女ロウラン）（分鏡）
- 波波羅古洛伊斯（—2004年，原畫）

2004年
- 阿貴的家族（—2005年，分鏡）

2005年
- 天使心（—2006年，分鏡）

2012年
- 故鄉再生 日本昔話（日语：ふるさと再生 日本の昔ばなし）（—2017年，分鏡、演出、作畫）

2013年
- 幕末義人傳 浪漫（分鏡）

2015年
- 元氣少女緣結神◎（分鏡）

2016年
- 名偵探柯南：柯南與海老藏 歌舞伎十八番推理（日语：名探偵コナン コナンと海老蔵 歌舞伎十八番ミステリー）（分鏡、演出）

2017年
- 新黑色推銷員（原畫）

2019年
- 魯邦三世：再見搭檔（日语：ルパン三世 グッバイ・パートナー）（機械作畫監督）

2021年
- 魯邦三世 PART6（分鏡[5]）

2024年
- 金剛戰神U（原畫）

### 電影動畫
1981年
- 劇場版 宇宙戰士巴魯迪奧斯（機械設定、原畫）

1983年
- 宇宙戰艦大和號 完結篇（原畫）

1984年
- 福星小子2：綺麗夢中人（原畫）

1985年
- 光子帆船星光號奧丁（日语：オーディーン 光子帆船スターライト）（原畫）

2001年
- 名偵探柯南：往天國的倒數計時（原畫）

2004年
- 名偵探柯南：銀翼的奇術師（原畫）

2005年
- 名偵探柯南：水平線上的陰謀（分鏡協力）

2006年
- 名偵探柯南：偵探們的鎮魂歌（分鏡協力）

2007年
- 名偵探柯南：紺碧之棺（分鏡協力）

2008年
- ONE PIECE THE MOVIE 喬巴身世之謎：冬季綻放、奇跡的櫻花（分鏡協力）
- 名偵探柯南：戰慄的樂譜（分鏡協力）

2009年
- 名偵探柯南：漆黑的追跡者（原畫）

2010年
- 名偵探柯南：天空的遇難船（分鏡協力）

2011年
- 名偵探柯南：沈默的15分鐘（分鏡協力）

2012年
- 名偵探柯南：第11位前鋒（分鏡協力、原畫）

2013年
- 名偵探柯南：絕海的偵探（原畫）

2014年
- THE LAST -NARUTO THE MOVIE-（原畫）

2015年
- 名偵探柯南：業火的向日葵（原畫）

### OVA
1984年
- BIRTH（日语：BIRTH (OVA)）（原畫）

1987年
- Good Morning Althea（日语：Good Morningアルテア）（設計工作）
- 學園特搜光音（日语：学園特捜ヒカルオン）（原畫）

1990年
- 超神傳說童子 魔胎傳 (上)（原畫）

### 遊戲
1984年
- THUNDER STORM（日语：サンダーストーム）（原畫、機械設定、作畫監督）

1989年
- Super Albatross（原作、人物設定、分鏡、原畫）

## 相關項目
- 日本動畫師列表（日语：アニメ関係者一覧）
- TMS Entertainment